# Осьмов, Николай Михайлович
Николай Михайлович Осьмов (10 [22] мая 1891, Гусь-Мальцевский, Владимирская губерния — май 1962) — советский партийный деятель, член РСДРП с 1907 года, один из организаторов установления советской власти в г. Гусь-Хрустальный.

## Биография
Рабочий-хрустальщик.
В 1907 году вступил в РСДРП.
- 1919—1921 служба в РККА
- 1921 ответственный секретарь Гусь-Мальцевского городского комитета РКП(б)
- июнь-декабрь 1921 заместитель заведующего орготделом Владимирского губкома РКП(б)
- декабрь 1921 — 22.12.1924 ответственный секретарь Владимирского губкома РКП(б)
- 1925—1929 заместитель заведующего организационным отделом Центральной Контрольной Комиссии РКП(б) — ВКП(б)
- март-август 1929 председатель Нижегородской губернской контрольной комиссии ВКП(б)
- 10.8.1929 — 1932 председатель Нижегородской краевой контрольной комиссии ВКП(б)
- 1932—1933 заместитель наркома рабоче-крестьянской инспекции РСФСР
- 1933—1934 уполномоченный Центральной контрольной комиссии ВКП(б) по Днепропетровской области
- 1934—1935 — уполномоченный Комиссии партийного контроля при ЦК ВКП(б) по Днепропетровской области
- 1935—1936 руководитель Группы Комиссии партийного контроля при ЦК ВКП(б)
- 1936 уполномоченный Комиссии партийного контроля при ЦК ВКП(б) по Северной области
- 1938—1956 в Народном комиссариате — Министерстве речного флота СССР.

Избирался делегатом с решающим голосом на съезды партии с X по XVII, член ВЦИК и ЦИК СССР. С 31.05.1924 по 26.01.1934 член Центральной Контрольной Комиссии РКП(б) — ВКП(б), с 01.01.1926 по 02.12.1927 кандидат в члены Президиума Центральной Контрольной Комиссии ВКП(б), кандидат в члены Партийной коллегии Центральной Контрольной Комиссии ВКП(б), с 19.12.1927 по 26.1.1934 член Президиума Центральной Контрольной Комиссии ВКП(б).
Член ЦК КП(б) Украины (23.1.1934 — 27.5.1937), с 10.2.1934 член Комиссии партийного контроля при ЦК ВКП(б).
С 1956 г. на пенсии.
Награждён орденом Трудового Красного Знамени (1955).
Умер в начале мая 1962 года. Похоронен на Новодевичьем кладбище (8-й участок).

## Память
Бывшая ул. Ворошилова (с 1961 года — Коммунистическая) решением исполкома Владимирского горсовета № 1106 от 6 октября 1967 г. переименована и названа именем Осьмова.